# Cretoxyrhinidae
A Cretoxyrhinidae a porcos halak (Chondrichthyes) osztályába és a heringcápa-alakúak (Lamniformes) rendjébe tartozó fosszilis család.

## Tudnivalók
A Cretoxyrhinidae egy kihalt cápa család. A családba tartozik a kréta kori Cretoxyrhina, és a Palaeocarcharodon, amely lehet, hogy a fehér cápának (Carcharodon carcharias) és az óriásfogú cápának (C. megalodon) az őse. Az utóbbi minden idők legnagyobb cápája volt.

## Rendszerezés
A családba az alábbi nemek tartoztak:
- Cretoxyrhina
- Cretolamna Glikman 1958 (idesorolása vitatott, meglehet, hogy az Otodontidae családba tartozik)
- Dallasiella
- Palaeocarcharodon Casieer, 1960 (idesorolása vitatott, meglehet, hogy az Otodontidae családba tartozik)
- Paraisurus
- Plicatolamna
- Protolamna